# Karol Šulgan
Karol Šulgan (12. února 1949 Oravský Podzámok – 15. prosince 2020 Žilina) byl slovenský fotbalový obránce. Po skončení aktivní kariéry působil jako trenér.

## Fotbalová kariéra
V československé lize hrál za ZVL Žilina. Nastoupil ve 167 ligových utkáních a dal 1 gól. Ve druhé lize hrál za Duklu Banská Bystrica.

## Ligová bilance
| Ročník                                   | Zápasy | Góly | Minuty | Klub                  |
| ---------------------------------------- | ------ | ---- | ------ | --------------------- |
| 1. československá fotbalová liga 1969/70 | 14     | 0    | 1 050  | ZVL Žilina            |
| 2. československá fotbalová liga 1970/71 | 27     | 0    | –      | Dukla Banská Bystrica |
| 2. československá fotbalová liga 1971/72 | 10     | 0    | –      | Dukla Banská Bystrica |
| 1. československá fotbalová liga 1972/73 | 24     | 0    | 1 727  | ZVL Žilina            |
| 1. československá fotbalová liga 1973/74 | 26     | 0    | 2 196  | ZVL Žilina            |
| 1. československá fotbalová liga 1974/75 | 25     | 0    | 1 951  | ZVL Žilina            |
| 1. československá fotbalová liga 1975/76 | 28     | 0    | 2 520  | ZVL Žilina            |
| 1. československá fotbalová liga 1976/77 | 24     | 1    | 1 969  | ZVL Žilina            |
| 1. československá fotbalová liga 1977/78 | 26     | 0    | 2 155  | ZVL Žilina            |
| I. LIGA CELKEM                           | 167    | 1    | 13 568 |                       |